# 1991 en science
| Années de la science : 1988 - 1989 - 1990 - 1991 - 1992 - 1993 - 1994    |
| Décennies de la science : 1960 - 1970 - 1980 - 1990 - 2000 - 2010 - 2020 |

Cet article présente les faits marquants de l'année 1991 en science.

## Évènements
- 7 février : rentrée atmosphérique du complexe russe Saliout 7 + Cosmos 1686 au-dessus de l'Amérique du Sud après neuf ans en orbite[1].

- 15 février : Stephen Fodor (en) et son équipe (Affymax, Californie) publient dans Science les résultats de leur recherches sur la puce à ADN[2].

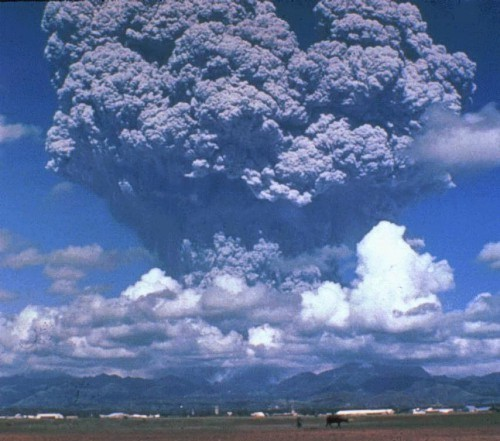
Éruption du Pinatubo, le 12 juin 1991.

- 2 avril : début de l'éruption du Pinatubo aux Philippines[3]. L'éruption atteint son paroxysme le 15 juin[4] et ne s'arrête que le 2 septembre. Elle éjecte en tout 10 km3 de matière et fait environ 3 000 victimes.

- 6 août : naissance du World Wide Web (WWW), la toile de l'Internet, qui ouvre ce réseau au grand public[5].

- 3 septembre : Henri Cosquer, scaphandrier professionnel à Cassis, déclare la découverte de la grotte Cosquer au Quartier des affaires maritimes de Marseille[6].
- 19 septembre : découverte fortuite de la momie Ötzi, âgée de 5 300 ans, dans les Alpes de l'Ötztal[7].

- Septembre : Alan Hildebrand et Glen Penfield publient la découverte du cratère d'impact de Chicxulub dans la péninsule du Yucatán au Mexique[8].

- 5 octobre : Linus Torvalds diffuse la première version du noyau Linux[9].

- 7 novembre : Sumio Iijima redécouvre les nanotubes de carbone[10].

## Prix
- Prix Nobel

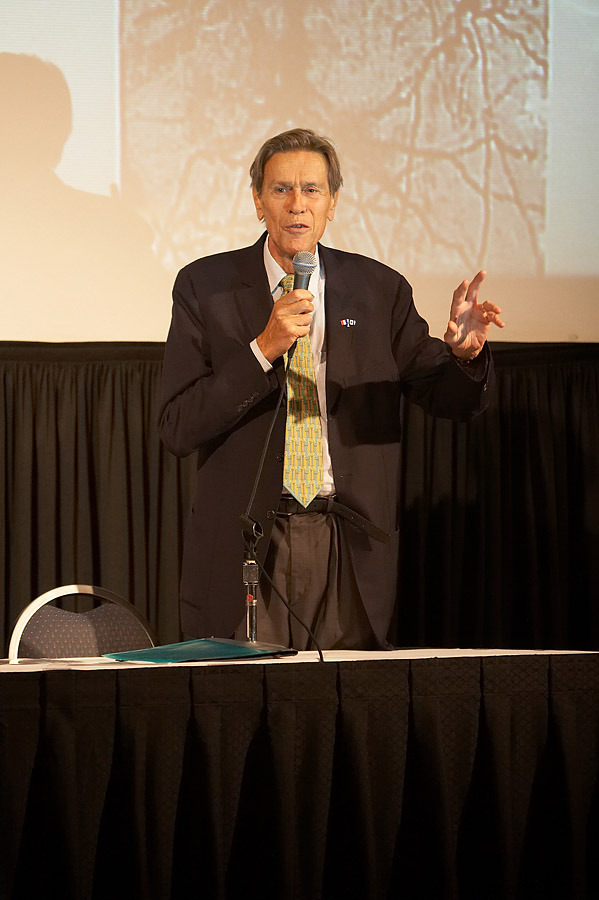
Pierre-Gilles de Gennes.

  - Prix Nobel de physiologie ou médecine : Erwin Neher, Bert Sakmann (Allemands)
  - Prix Nobel de physique : Pierre-Gilles de Gennes
  - Prix Nobel de chimie : Richard R. Ernst
- Prix Lasker
  - Prix Albert-Lasker pour la recherche médicale fondamentale : Edward Lewis, Christiane Nüsslein-Volhard
  - Prix Albert-Lasker pour la recherche médicale clinique : Yuet Wai Kan (en)
- Médailles de la Royal Society
  - Médaille Copley : Sydney Brenner
  - Médaille Davy : Jeremy R. Knowles
  - Médaille Gabor : Alan Fersht
  - Médaille Hughes : Philip Burton Moon
  - Médaille royale : Basil John Mason, Michael Berridge, Dan Peter McKenzie
  - Médaille Sylvester : Klaus Roth
- Médailles de la Geological Society of London
  - Médaille Lyell : John Imbrie
  - Médaille Murchison : Michael Robert House
  - Médaille Wollaston : Xavier Le Pichon
- Prix Jules-Janssen (astronomie) : Pierre Mein (es)
- Prix Turing en informatique : Robin Milner
- Médaille Bruce (Astronomie) : Donald Edward Osterbrock
- Médaille linnéenne : William Gilbert Chaloner et Robert May
- Médaille d'or du CNRS : Jacques Le Goff
- Prix Jean-Reynaud de l'Académie des sciences : Laurent Clozel[11].

## Naissances
- Florence Gschwend, ingénieure chimiste suisse.

## Décès

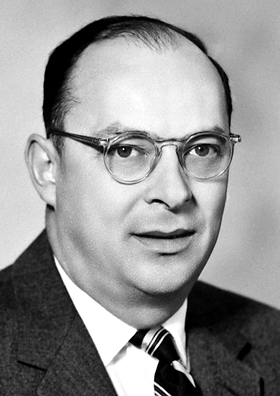
John Bardeen.

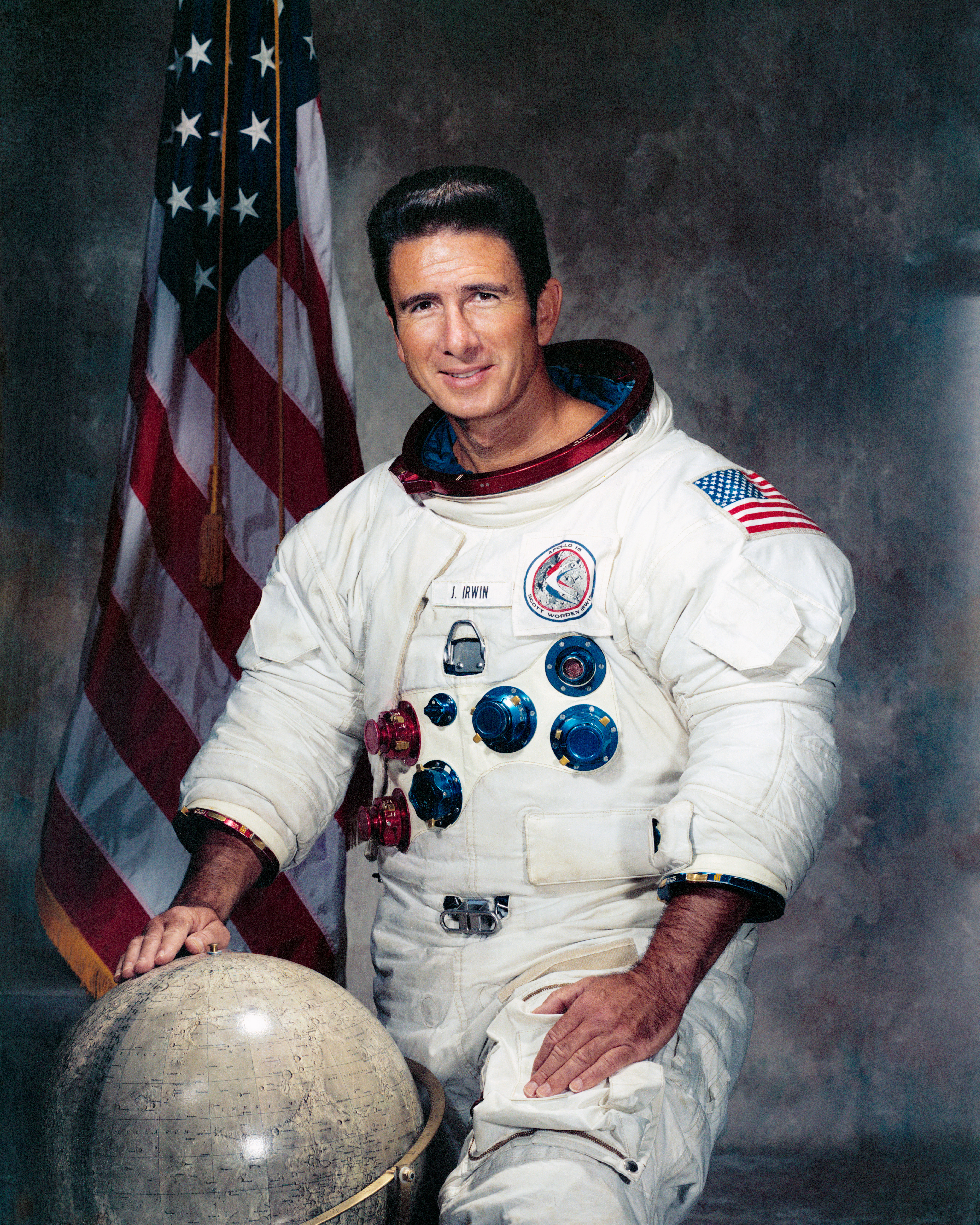
James Irwin.

- 11 janvier : Carl David Anderson (né en 1905), physicien américain, prix Nobel de physique en 1936.
- 16 janvier : Preston Cloud (né en 1912), paléontologue, géographe, géologue et professeur américain.
- 23 janvier : Maurice Marsac (né en 1938), archéologue français.
- 30 janvier :
  - John Bardeen (né en 1908), physicien américain, il reçut deux fois le prix Nobel de physique en 1956 et en 1972.
  - Kurt Bittel (né en 1907), archéologue et préhistorien allemand.

- 6 février : Salvador Luria (né en 1912), microbiologiste italien naturalisé américain, prix Nobel de physiologie ou médecine en 1969.
- 24 février : Edgar Aubert de la Rüe (né en 1901), géographe, géologue, voyageur et photographe français.

- 7 mars : Jean Piveteau (né en 1899), paléontologue français.
- 12 mars : Ragnar Granit (né en 1900), médecin et physiologiste finnois naturalisé suédois, prix Nobel de physiologie ou médecine en 1967.
- 15 mars : Robert Hill (né en 1899), biochimiste anglais.
- 26 mars : Henri Lhote (né en 1903), préhistorien français.

- 5 avril : Sonny Carter (né en 1947), astronaute américain.

- 1er mai : Charles Sutherland Elton (né en 1900), écologue et zoologiste britannique.
- 2 mai : Richard Threlkeld Cox (né en 1898), statisticien et physicien américain.
- 7 mai : Fred Eggan (né en 1906), anthropologue américain.

- 2 juin : Robert Russell Newton (né en 1918), historien de l'astronomie américain.
- 3 juin :
  - Harry Glicken (né en 1958), volcanologue américain.
  - Katia Krafft (née en 1942), volcanologue française.
  - Maurice Krafft (né en 1946), volcanologue français.
- 11 juin : Jules Geheniau (né en 1909), mathématicien et physicien belge.
- 23 juin : Cyril Aldred (né en 1914), égyptologue, historien d’art et auteur anglais.

- 4 juillet : Victor Chang (né en 1936), chirurgien australien.
- 15 juillet : Roger Randall Dougan Revelle (né en 1909), océanographe et climatologue américain.
- 19 juillet : Odette du Puigaudeau (né en 1894), ethnologue française.
- 26 juillet : Guillermo Bonfil (né en 1935), écrivain et anthropologue mexicain.

- 8 août : James Irwin (né en 1930), astronaute américain.
- 10 août : Hans Jakob Polotsky (né en 1905), orientaliste, linguiste, égyptologue et professeur israélien.

- 7 septembre : Edwin McMillan (né en 1907), physicien américain, prix Nobel de chimie en 1951.
- 19 septembre : Lydia Cabrera (née en 1899), écrivaine, anthropologue et chercheuse cubaine.

- 7 novembre : Valeri Alekseïev (né en 1929), paléoanthropologue russe.
- 8 novembre : Ludovico Magrini (né en 1937), journaliste et archéologue italien.

- 3 décembre : André Piatier (né en 1914), statisticien, économiste et psychologue social français.
- 17 décembre : Heinz Brücher (né en 1915), botaniste-généticien.
- 22 décembre : James C. Fletcher (né en 1919), physicien américain.

- Yoshiaki Banno (né en 1952), astronome japonais.